# Café Central

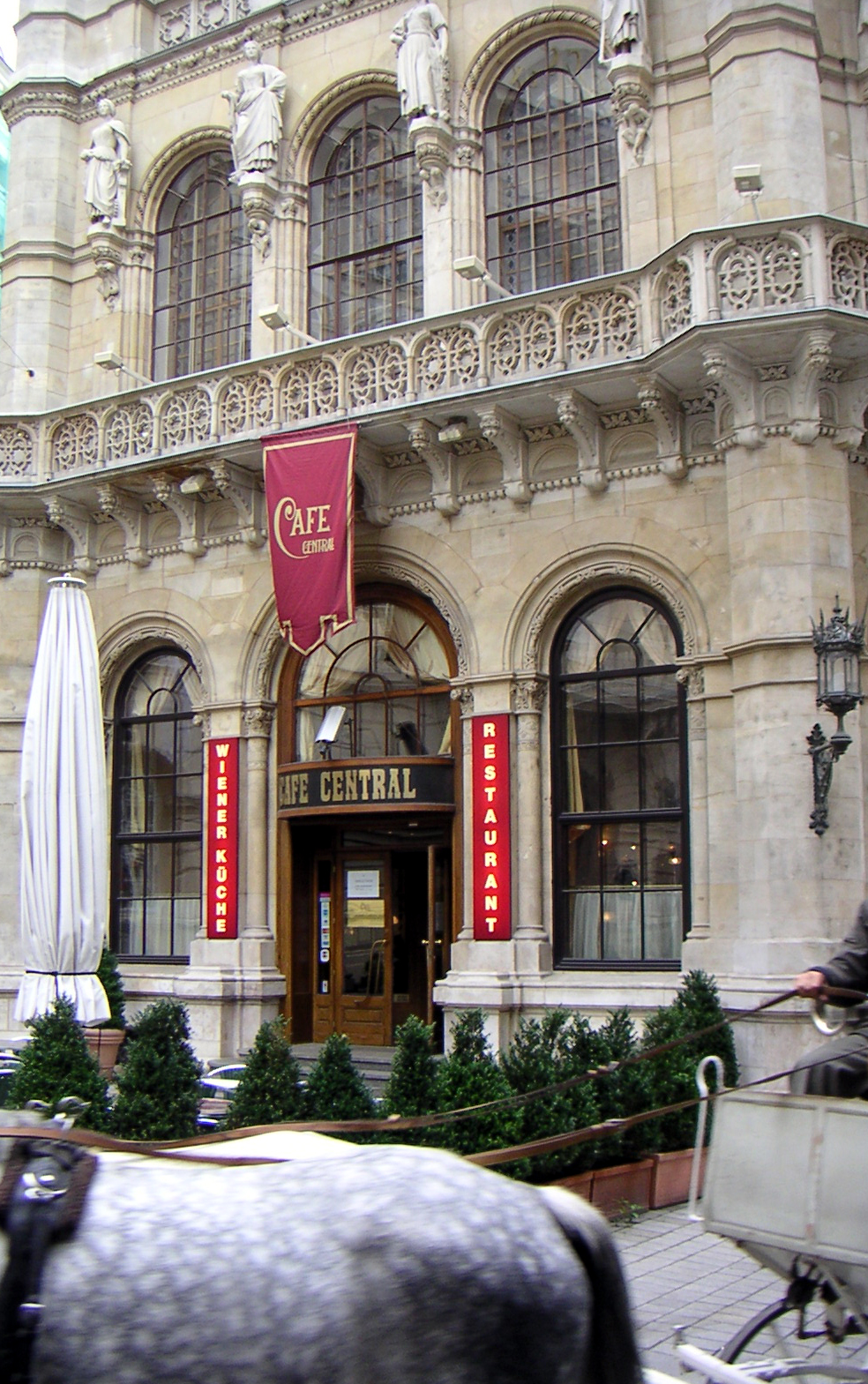
Entrada do Café Central

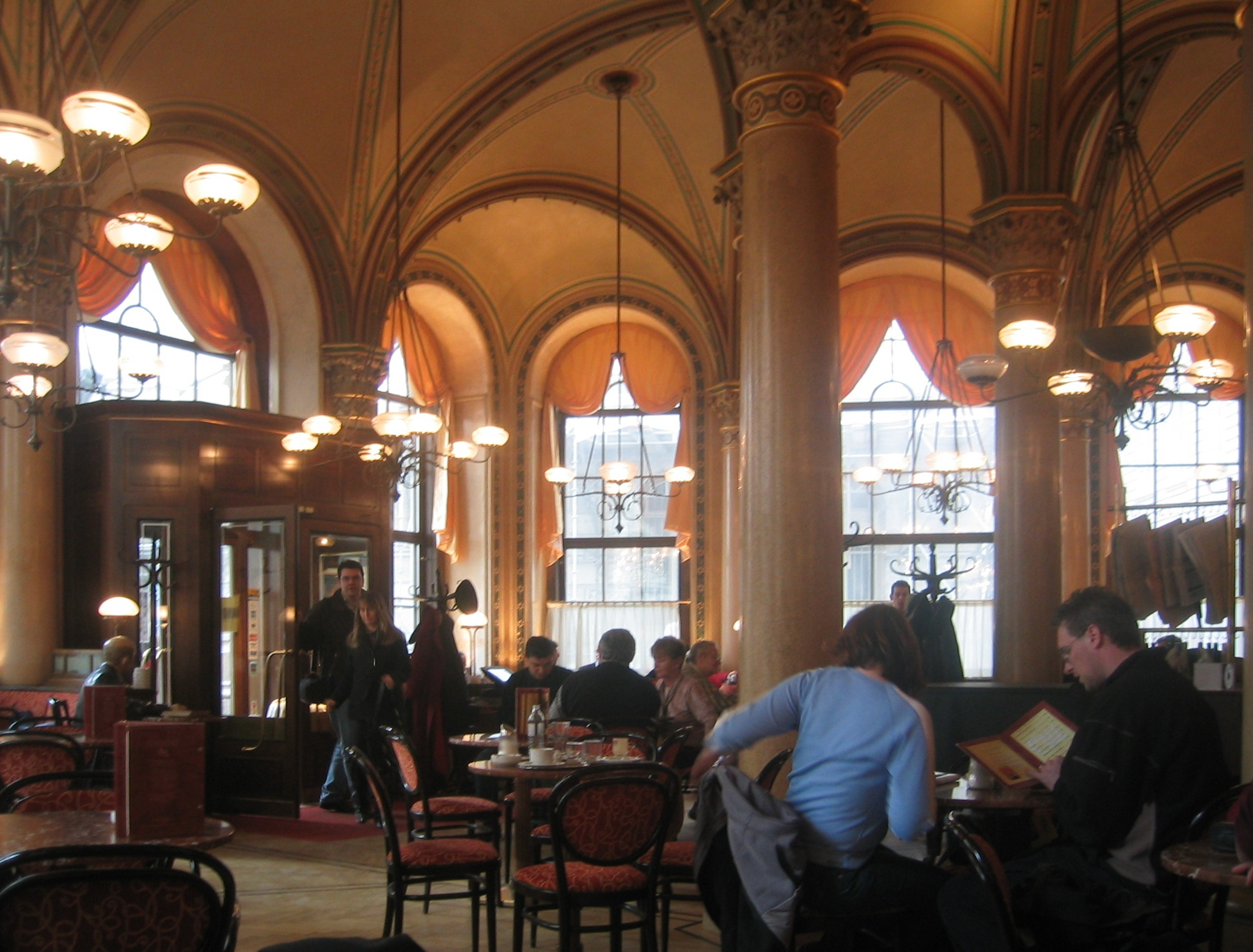
Interior do Café Central (2004).

O Café Central é um conhecido café da cidade de Viena. Localiza-se no distrito número 1 da capital Austríaca, no número 14 da rua Herrengasse, um edifício neo renascentista que atualmente recebe o nome de Palais Ferstel em honra ao seu arquiteto, Heinrich von Ferstel.

## História
O café abriu as suas portas em 1860. Em fins do século XIX transformou-se num dos pontos de encontro mais importantes dos intelectuais vieneses, em parte graças ao encerramento do Café Griensteidl. Alguns dos clientes habituais do Café Central foram, entre outros, Peter Altenberg, Egon Friedell, Hugo von Hofmannsthal, Anton Kuh, Alfred Adler, Sigmund Freud, Adolf Loos (que desenhou o interior do Café Museum), Leo Perutz, Alfred Polgar, Adolf Hitler e Leon Trótski. Até 1938, o Café Central recebia também o nome jocoso de "Universidade do xadrez", pois era frequentado por muitos aficcionados deste jogo.
Hoje em dia, o Café Central é por um lado uma atração turística e por outro um café burguês que vive da reputação do seu passado literário.